# 尼高·卡蘭積卡
尼高·卡蘭積卡（發音：[nǐːko krâɲtʃaːr]，1984年8月13日—），克羅地亞職業足球員，司職中場，最後效力蘇超球會流浪者，亦曾為克羅地亞國家隊主力球員。其父為前克羅地亞國家隊教練兹拉特科·克拉尼恰尔（Zlatko Kranjčar）。

## 生平

### 球會
早期
卡蘭積卡在克羅地亞強隊萨格勒布迪纳摩出身，被國內媒體視為明日之星，後來更成為該隊隊長。2005年末，他出人意表地加盟萨格勒布迪纳摩的對頭夏德，成為國內球壇一宗大新聞。
樸茨茅夫
2006年世界杯雖然克羅地亞未能打入第二圈，但他獲不少海外球會斟介，如法甲球會雷恩和西甲球隊切爾達，結果2006年夏季他加盟了英超球會樸茨茅斯，轉會費估計為350萬英鎊（大約520萬歐羅）。
卡蘭積卡於2006年10月1日首次代表樸茨茅夫上陣，助球隊作客熱刺白鹿徑球場，以2-1取勝。他於2007年3月31日作客對富咸的賽事中射入他轉會英超的第一球。2006-07年球季，卡蘭積卡共為球隊上陣24次，打進2球。
在2007/08年球季，卡蘭積卡已成功融入球隊，成為球隊主力，他的遠距離射門更成為他的標記。包括對伯明翰的35碼自由球，及對紐卡素的30碼自由球。
2008/09年球季卡蘭積卡受到傷患困擾，更表示希望季後轉投一支更具實力的球隊。
熱刺
2009年9月1日轉會窗關閉前，雖然愛華頓亦有出價競爭，但卡蘭積卡選擇加盟熱刺，再次追隨，轉會費約200萬英鎊，簽約四年。
卡蘭積卡首次為熱刺上陣是在主場3:1敗給曼聯的賽事中後備入替。卡蘭積卡首次正選為熱刺上陣是在2009年9月26日，熱刺主場5:0大勝般尼的賽事。於2009年10月4日作客保頓的賽事中，他射入了加盟熱刺後的首個入球。
基辅迪纳摩
2012年6月7日，基辅迪纳摩官方宣布，在和热刺谈判成功后，卡蘭積卡正式转会到這支乌克兰球隊。

### 國家隊
卡蘭積卡曾為克羅地亞的U16、U17、U19和U21國家隊上陣，至2004年正式升上大國腳。
他的首場國家隊賽事在2004年8月18日對以色列，之後一直為國家隊的主力成員，助球隊參加2006年世界盃，而他的父親曾是2006年世界杯國家隊主教練，在克羅地亞出局後被辭退。
卡蘭積卡射入最著名的進球可算是對英格蘭的一球，2007年11月21日，克羅地亞對英格蘭的2008年欧洲足球锦标赛外围赛中，英格蘭必須勝出才可參加2008年欧洲足球锦标赛。卡蘭積卡離球門40碼外施射，首次代表英格蘭正選守門員的史葛·卡臣接不牢球，讓球滾入網內，為克羅地亞先開紀錄。最終，英格蘭以3-2落敗，克羅地亞出線。